# Dimidiochromis kiwinge
Espèce
Synonymes
- Haplochromis kiwinge Ahl, 1926
- Cyrtocara kiwinge (Ahl, 1926)
- Haplochromis kiwingi Ahl, 1926
- Haplochromis fuelleborni Ahl, 1926[1]

Statut de conservation UICN

 LC  : Préoccupation mineure
Dimidiochromis kiwinge est une espèce de poisson d'eau douce de la famille des cichlidae endémique du lac Malawi et du lac Malombe (voir aussi rivière Shire) en Afrique (Malawi, Mozambique, Tanzanie).

## Taille
Cette espèce mesure adulte une taille maximale avoisinant les 30 centimètres, parfois un peu plus en aquarium pour les plus vieux spécimens. Les femelles restent plus petites.

## Dimorphisme
Les sexes de cette espèce de cichlidae sont comme beaucoup, très simplement différenciables. En effet, les mâles sont notamment nettement plus colorés et de plus grande taille. Les femelles restent donc plus petites et possèdent un fond de coloration terne, brun/gris/argenté.

## Reproduction
Cette espèce est incubatrice buccale maternelle, les femelles gardent les œufs, larves et tout jeunes alevins environ 3 semaines, protégés dans leur gueule (sans manger ou en filtrant très légèrement les micro-détritus). Les mâles peuvent se montrer très insistants dès les premières maturités sexuelles des femelles, il est préférable de maintenir cette espèce en groupes de plusieurs individus, de manière à diviser l'agressivité d'un mâle dominant sur plusieurs individus.

## Alimentation
Une alimentation à base de vers rouges ou vers de vase est fortement déconseillée.

## Maintenance
Comme la plupart des espèces de poissons du lac Malawi une température comprise en 22 °C et 28 °C est nécessaire pour une bonne maintenance. Un aquarium d'une taille minimale de 1,50 mètre de façade est indispensable pour la maintenance de cette espèce. Toute colocation avec des espèces mesurant la taille de sa gueule seront considérées comme nourriture.

## StatutIUCN
Cette espèce de cichlidae est classée Préoccupation mineure (LC) sur la liste rouge des espèces menacées IUCN du fait de sa zone de répartition relativement grande dans le lac Malawi et lac Malombe (rivière Shire), selon IUCN : "distribution à grande échelle sans grandes menaces généralisées identifiés".

## Croisement, hybridation, sélection
Il est impératif de maintenir cette espèce et le genre Dimidiochromis seul ou en compagnie d'autres espèces, d'autres genres, mais de provenance similaire (lac Malawi), afin d'éviter toute facilité de croisement. Le commerce aquariophile a également vu apparaitre un grand nombre de spécimens provenant d'Asie notamment et aux couleurs des plus farfelues ou albinos. En raison de la sélection, hybridation et autres procédés chimiques et barbares de laboratoires.